# Paecilaemana
Paecilaemana is een geslacht van hooiwagens uit de familie Cosmetidae.
De wetenschappelijke naam Paecilaemana is voor het eerst geldig gepubliceerd door Roewer in 1927. 

## Soorten
Paecilaemana omvat de volgende 4 soorten:
- Paecilaemana crux
- Paecilaemana halonata
- Paecilaemana quadripunctata
- Paecilaemana reimoseri